# Simpkins
Simpkins (tidigare Drums In Minor) var ett rock/popband från Göteborg aktiva åren 1988 till 1996. Simpkins spelade in tre album, varav två utgavs på Göteborgsetiketten SunSpot records med EMI publishing som förläggare.
1994 licensierades bandet till Snap records för utlandsmarknaden. Lanseringen blev dock inte långvarig, då MNW avvecklade Snap Records året därpå. Simpkins banade ändå väg för många Göteborgsmusiker via SunSpot Studios, som drevs av producenten Johan Forsman.
2018 var det 25 år sedan den första självbetitlade skivan släpptes, och det ryktades om en eventuell comeback. Inspelad i Music-A-Matic Studio och SunSpot Studios, producerad av Jörgen Cremonese och av Simpkins samt mixad av Nille Perned. Skivan släpptes utomlands bland annat i Japan och musiken kom även att medverka i internationella TV-serier. Låten "Miss Thing-a-magic" som fick mycket radiotid kom från detta album.
Den 11 september 2020 släpptes en ny remastrad version av deras andra skiva …and then some… på olika musikstreaming tjänster.

## Bandmedlemmar
- Johan Forsman - gitarr, sång, klaviatur
- Carl-Johan Rydén - gitarr, sång, klaviatur
- Benno Damerau - trummor, sång
- Patrik Andersson - bas, sång

## Diskografi
- 1989 - You would be sorry (Singel, vinyl)
- 1989 - Great Scenery (LP, vinyl)
- 1990 - Drop (EP)
- 1991 - Without a word (LP)
- 1992 - Miss thingamagic (EP)
- 1993 - Simpkins (LP)
- 1994 - Over and out (EP)
- 1994 - ...and then some... (LP)